# Магнет (митология)
Магнет (на старогръцки: Μάγνης, Magnes) в древногръцката митология е син на Еол и на Енарета, дъщеря на Деймах, епоним и първи цар на Магнезия. Брат е на Кретей, Сизиф, Атамант, Салмоней, Деион, Периер, Макарей, Етлей и на Канака, Алкиона, Писидика, Калика, Перимеда, Танагра и Арна.
По други източници той е син на Зевс и Тия Тесалийска (дъщеря на Девкалион). или на Аргус (син на Фрикс и Халкиопа) и Перимела (дъщеря на Адмет)  и брат на Македон.
С музата Калиопа той има син Хименей.
На него е наречен тесалийският полуостров Магнезия, също и понятието магнит.